# ボーデンゼー (ゲッティンゲン郡)
ボーデンゼー (ドイツ語: Bodensee) は、ドイツ連邦共和国ニーダーザクセン州ゲッティンゲン郡に属す町村（以下、本項では便宜上「町」と記述する）で、ザムトゲマインデ・ギーボルデハウゼンを構成する町村の一つである。この町は1973年までドゥーダーシュタット郡に属していた。
見所: ボーデンゼーの近郊にはドイツの地理上の中心点がある。ヘーアーベルク（海抜 241.8 m）に十四救難聖人の巡礼地（「北の十四救難聖人」とも呼ばれる）がある。大規模な巡礼が毎年7月の初めに行われる。2006年に巡礼150年祭が祝われた。
ボーデンゼーの町から数 km 離れた場所に「リンダウ」という名前の集落がある。奇妙なことに、ドイツ - オーストリア - スイスの国境にあるボーデン湖（ドイツ語ではスペルも同じ Bodensee）の畔にも有名なリンダウという名前の街がある。

## 歴史
2007年はボーデンゼーにとって二重の記念の年であった。この集落に関する現存する最も古い記録は1107年のものである。防衛・射撃組織の存在も文献上1457年から証明されている。
1107年5月12日から6月29日までの間にハイマールスハウゼン修道院の奇蹟に関連して Bodenhusen という集落が Miracula sancti Modoaldi に初めて記録されている。918年にボーデン湖から来たハンノという名前の騎士が故郷を思ってボーデンゼーとリンダウという集落を創ったという現在も流布しているヨハネス・レッツナーの説は、歴史家から「ばかげた作り話」と一蹴されている。ヨハン・ヴォルフによって Vita Meinwerci に記述されている、1011年にプレッセがクレーベック、ボーデンゼー、ギーボルデハウゼン、リューダースハウゼンの村にあった1100フーフェの土地を息子のパーダーボルン司教マインヴェルクに寄贈したという事実も証明されていない。ザクセンとテューリンゲンに広大な土地を領していたインメディング家もヨハン・ヴォルフが主張する説に登場するだけである。フュンストレン山周辺にインメディング家が領したとされる20の村落も記述されていない。2005年まで最初の記録とされていた1333年の史料は最初のレーエン授受ではない。さらなる研究は、レーエンに関する史料が第二次世界大戦中にハノーファーに移され、爆撃によって損傷し、あるいは完全に失われたために困難になった。
この村は1434年10月にアムト・リンダウの担保の一部としてマインツ大司教領となった後、ベルカ村と紛争が起こり、アムト・リンダウの境界の村となった。1437年12月10日にマインツ大司教は、オットー5世フォン・プレッセを代官とし、この小さなアムト全域の防衛を命じた。ヘーアーベルクのバーデンゼー監視所を伴うビルスハウゼン近郊ルーメの国境防衛要塞跡は現在も見ることができる。アムト・リンダウの射撃隊は1438年から「gesellschapp de schutten」と呼ばれた。
ヤン・フォン・ボーデンゼーは、1457年3月3日、4月4日、4月22日の文書でブルスフェルデ修道院とその訪問者を護るよう要求されている。原因は1415年から1419年のコンスタンツ公会議と1431年から1447年のバーゼル公会議であった。領邦の北部はブルスフェルデ修道院の修道院長ヨハネス・デーデロートによって教会内部の改革が行われたのである。
1442年から1445年の対トルコ軍税のリスト以降、フォン・ボーデンゼーの家族名がボーデンゼーに現れた。1559年の徴兵簿は、ボーデンゼーで防衛・射撃団が編成されていたことを示している。他の多くの村と同様にボーデンゼーとその住民も三十年戦争で苦しめられた。1626年に完全に破壊されたが、1661年には早くも44世帯が住んでいた。

## 行政

### 議会
ボーデンゼーの町議会は9人の議員と名誉職の町長で構成される。

### 首長
町長は、フリードリヒ・ヘンニゲス (CDU) である。

### 紋章
図柄: 上下二分割。上部は赤地に2本の銀の縦帯。縦帯の中に、それぞれ2つの上下に配置された黒いヘルメット図形。下部が銀地に青い壁止めアンカー。

## 引用
1. ↑  Landesamt für Statistik Niedersachsen, LSN-Online Regionaldatenbank, Tabelle A100001G: Fortschreibung des Bevölkerungsstandes, Stand 31. Dezember 2023